# Navy One

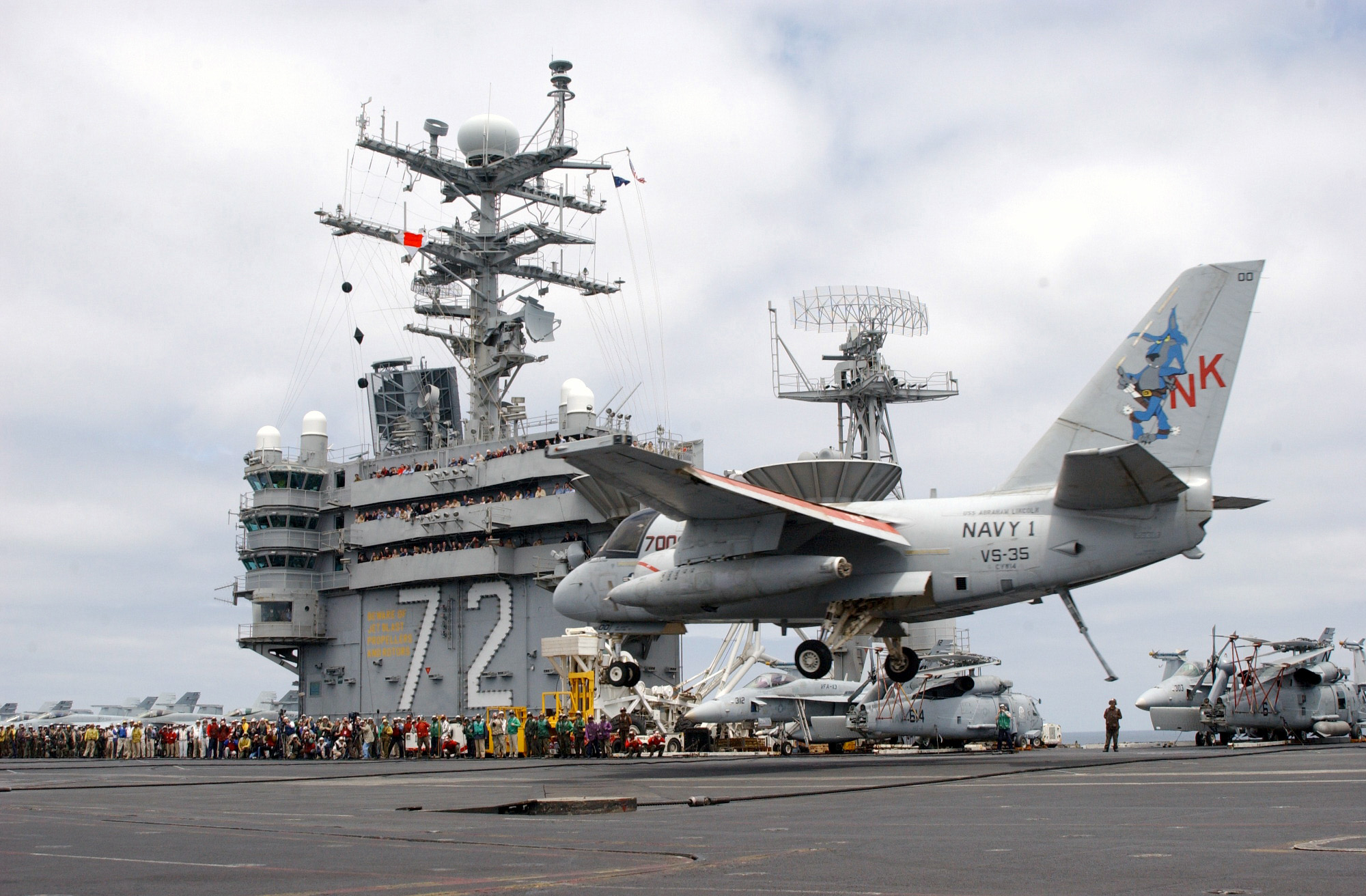
Navy One appontant sur l'.

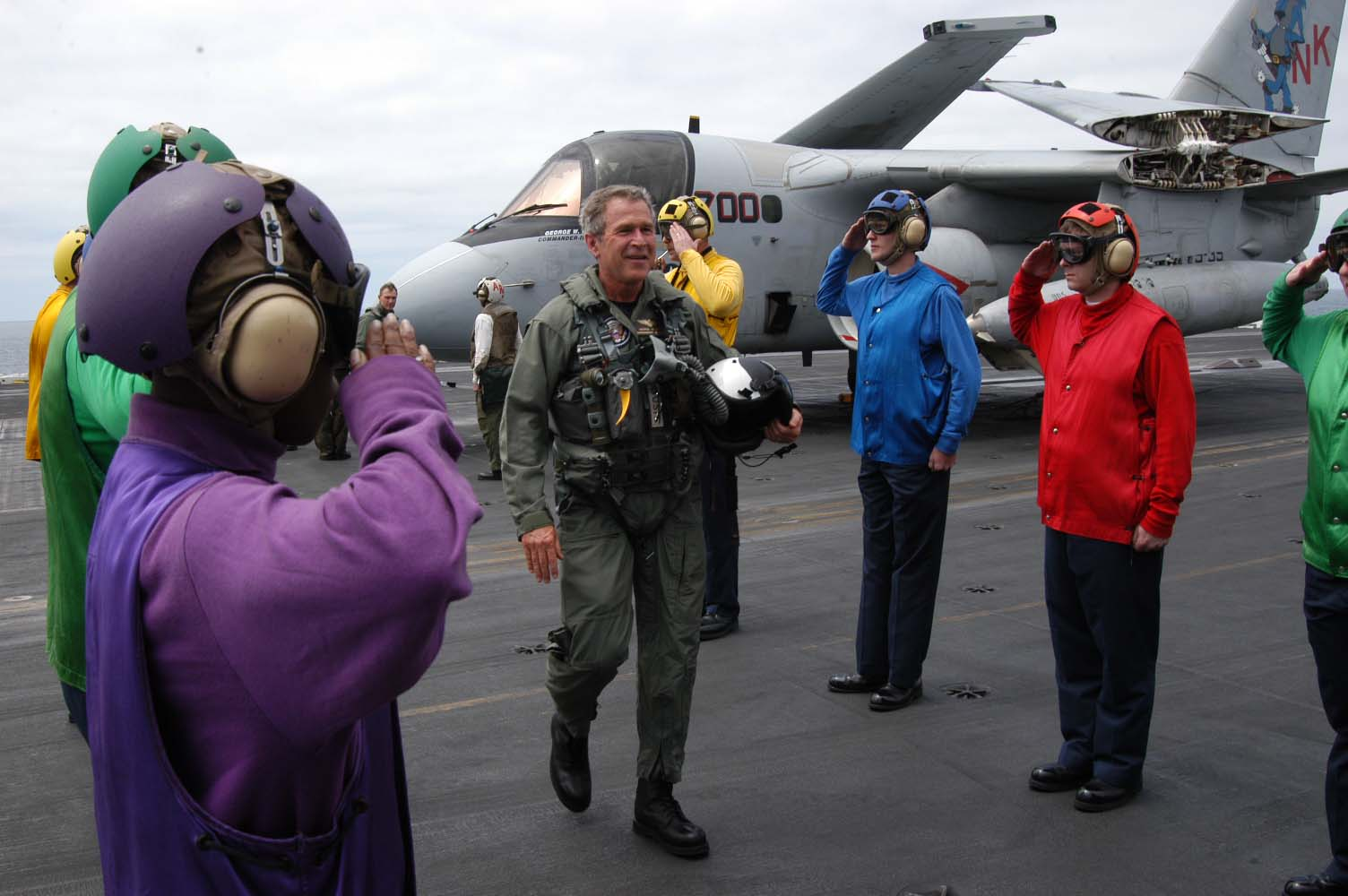
George W. Bush après sa descente de Navy One.

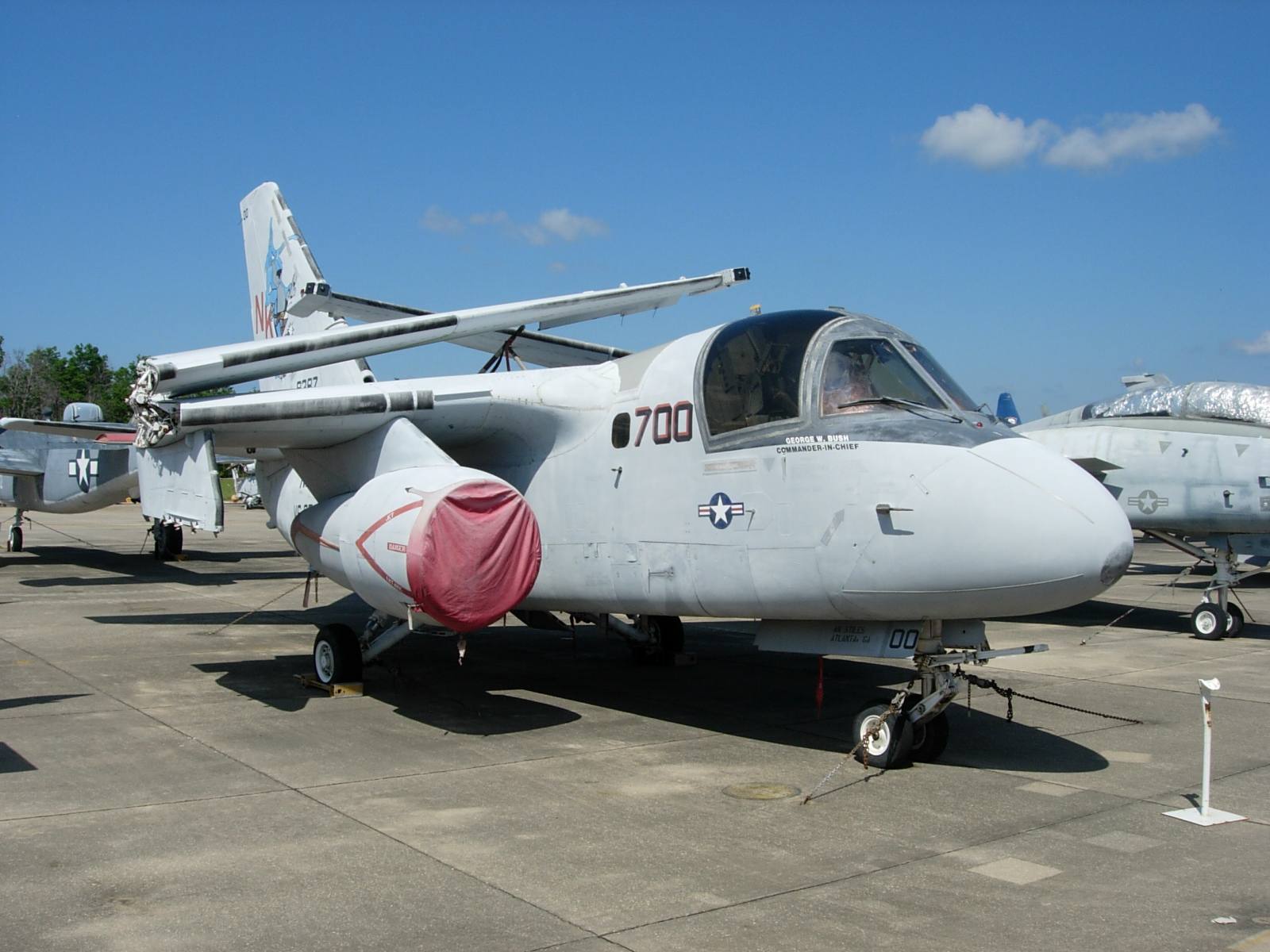
Le S3-Viking "Navy One" au National Museum of Naval Aviation en Floride en 2008.

Navy One est l'indicatif d'appel aérien pour tout aéronef de l'United States Navy transportant le président des États-Unis.

## Histoire
Pour ses transports aériens, le président voyage quasi exclusivement dans un avion de la flotte présidentielle gérée par le Groupe de transport présidentiel (Presidential Airlift Group), dépendant de la 89e escadre de transport aérien de l'US Air Force (indicatif d'appel Air Force One) ou dans un hélicoptère de l'escadron HMX-1 du Corps des Marines (indicatif d'appel Marine One).
À ce jour (décembre 2024), l'indicatif d'appel Navy One n'a été utilisé qu'une fois, le 1er mai 2003 lorsque le président George W. Bush apponta sur l'USS Abraham Lincoln, pour y prononcer son discours "Mission Accomplished" ("Mission accomplie") annonçant la fin des combats après l'invasion de l'Irak. Il était à bord d'un S-3 Viking, piloté par le Navy Commander John "Skip" Lussier. Outre les polémiques liées au message délivré, cette arrivée par appontage d'un avion de l'aéronavale fut critiquée pour son aspect théâtral et les risques pris, inhérents à une telle arrivée. La première réponse officielle de la Maison Blanche fut d'objecter que l'emploi classique de l'hélicoptère était exclu compte tenu des distances à parcourir, ce qui se révéla faux puisque le porte-avions n'était alors qu'à 48 km du port de San Diego, donc à une distance suffisamment réduite pour permettre l'emploi de l'hélicoptère Marine One. La Maison Blanche corrigea par la suite en indiquant que cela avait été prévu comme cela car le porte-avions initialement devait se trouver à une plus grande distance des côtes et que le président souhaitait voir un appontage à la manière dont un pilote de l'aéronavale le voit. Les médias indiquèrent que cela donnait surtout l'occasion au président d'apparaître en chef de guerre, descendant d'un avion de combat en tenue de pilote.
Le S3-Viking utilisé, retiré du service depuis, se trouve au National Museum of Naval Aviation à Pensacola en Floride.
Si un aéronef de la Navy devait transporter le vice-président des États-Unis, il serait désigné alors par l'indicatif Navy Two.